# Floréal Martorell

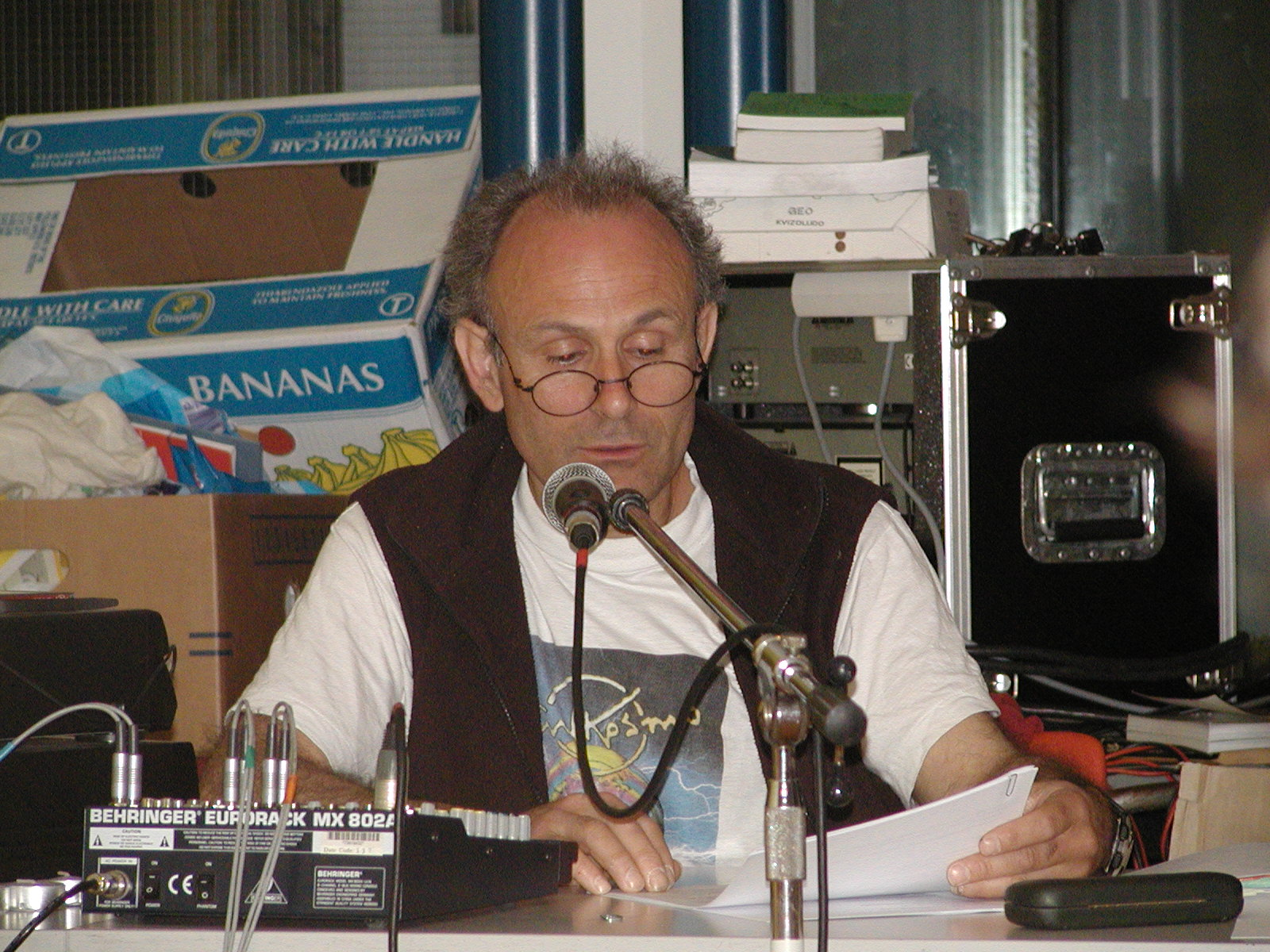
Floréal Martorell

Floréal Martorell (10 oktober 1956) is een Franse musicus. Hij is de zoon van een Catalaanse anarchist die werd verbannen naar Toulouse. In 1987 begon hij met het zich bezighouden met Esperanto. Hij geldt als een belangrijke motor achter de Esperantomuziek.
Floréal, of Flo' zoals hij graag wordt genoemd, heeft EUROKKA opgericht en staat aan de basis van zowel de uitgeverij van Esperantomuziek Vinilkosmo als van het magazine Rok-gazet'. Hij was tevens een van de belangrijkste organisatoren van het muziekfestival KAFE in het jaar 2000.